# David Wellington (Filmschaffender)
David Wellington (* 1963) ist ein kanadischer Filmregisseur, Filmproduzent und Drehbuchautor. Er tritt überwiegend als Produzent und Regisseur von kanadischen Fernsehserien in Erscheinung.

## Leben
Wellington wurde 1963 in Kanada geboren. Sein Bruder Peter Wellington ist ebenfalls Filmregisseur. Seine erste Tätigkeit in der Filmindustrie war das Verfassen des Drehbuchs zu Zombie Nightmare im Jahr 1987. Bekanntere Werke sind außerdem A Touch of Murder von 1990 und Harter Mann in Uniform aus dem Jahr 1993. Seit der Jahrtausendwende liegt sein Tätigkeitsschwerpunkt in der Regie und Produktion von verschiedenen Fernsehserien wie Queer as Folk, The Eleventh Hour, Rookie Blue, Saving Hope, Orphan Black, Vikings oder zuletzt Pretty Hard Cases.

## Filmografie

### Regie
- 1988: The Carpenter
- 1988: Without Work: Killing Time (Kurzfilm)
- 1988: Nostalgia
- 1989: Three Steps to Heaven
- 1989: Junk Shop
- 1990: A Touch of Murder
- 1991: The Hidden Room (Fernsehserie)
- 1993: Harter Mann in Uniform (I Love a Man in Uniform)
- 1995: The Kids in the Hall (Fernsehserie, 5 Episoden)
- 1995: Great Performances (Fernsehserie)
- 1999: Aviators – Piloten aus dem Jenseits (Restless Spirits)
- 2000: Blessed Stranger: After Flight 111
- 2001–2005: Queer as Folk (Fernsehserie, 8 Episoden)
- 2002–2005: The Eleventh Hour (Fernsehserie, 19 Episoden)
- 2008: Would Be Kings (Mini-Serie, 2 Episoden)
- 2008: Of Murder and Memory (Fernsehfilm)
- 2010–2015: Rookie Blue (Fernsehserie, 23 Episoden)
- 2012–2017: Saving Hope (Fernsehserie, 12 Episoden)
- 2016: Bitten (Fernsehserie, 2 Episoden)
- 2016–2017: Orphan Black (Fernsehserie, 3 Episoden)
- 2017–2019: Vikings (Fernsehserie, 4 Episoden)
- 2018: Mary Kills People (Fernsehserie, 2 Episoden)
- 2018: Taken – Die Zeit ist dein Feind (Taken) (Fernsehserie, Episode 2x11)
- 2019: Knightfall (Fernsehserie, 2 Episoden)
- 2021: Pretty Hard Cases (Fernsehserie, 2 Episoden)

### Produktion
- 2002–2005: The Eleventh Hour (Fernsehserie, 16 Episoden)
- 2008: Would Be Kings (Mini-Serie, 2 Episoden)
- 2008: Of Murder and Memory (Fernsehfilm)
- 2010–2015: Rookie Blue (Fernsehserie, 74 Episoden)
- 2012–2015: Saving Hope (Fernsehserie, 49 Episoden)
- 2013: Method (Kurzfilm)
- 2021: Pretty Hard Cases (Fernsehserie, 10 Episoden)

### Drehbuch
- 1987: Zombie Nightmare
- 1988: Without Work: Killing Time (Kurzfilm)
- 1990: A Touch of Murder
- 1993: Harter Mann in Uniform (I Love a Man in Uniform)